# Прапори українського козацтва
Прапори українського козацтва — бойові знамена підрозділів та формуваннь українського козацтва.

## Історія знамен
Свої перші клейноди, у тому числі хоругву, згідно з літописом Грабянки Військо Запорозьке отримало у 1576 році від Стефана Баторія. Втім ряд дослідників вважають цю дату, рівно як і значення Баторія у організації козацтва, перебільшенням та містифікацією. Достеменно відомими фактами є отримання козацтвом перших своїх прапорів від іноземних монархів з XVI ст.: під час Молдавських походів австро-турецьких кампаній та походу Священної ліги.
1646-го, задля походу на турків, прапора надав Владислав IV Ваза: за іронією саме під цією клейнодою козацтво здобуло свої перші гучні перемоги над польським військом за часів Визвольної війни — під Жовтими Водами, Корсунем та Пилявцями.

### Гетьманщина
Відповідно до тогочасного адміністративного устрою існували полкові, сотенні та курінні хоругви. Серед прапорів доби переважали прямокутні та трапецієподібні полотнища. Відзнаки нечисельних підрозділів мали трикутну форму різних відтінків червоного кольору. Замість єдиного державного прапору найвищим геральдичним символом Гетьманщини було зображення Архангела Михаїла на червоному тлі. Більшість зі знамен, що збереглися до наших часів, містять рівносторонній козацький хрест та восьмипроменеві зірки, іноді у поєднанні зі зображеннями півмісяця — символ християнсько-мусульманського цивілізаційного протистояння, останній, від 1572 року (на честь Лепанто), мав загальноєвропейське поширення як символ перемоги у протистоянні з ісламською загрозою. Значна їх частина розміщена у Стокгольмському Музеї армії. Від XVIII ст., насамперед у Полтавському (1717) та Лубенському (1758) полках, набули поширення двокольорові прапори жовтого та блакитного кольорів.
Загалом до II-ї половини XVIII ст. наявні відносно фрагментарні дані, більш докладними є відомості від часів уніфікації прапорів часів Кирила Розумовського: 8/18 березня 1755 року ним було видано формуляр про виготовлення знамен за єдиним зразком відповідно до проєкту полковника лубенського Івана Кулябки — одна сторона мала містити Герб Нації, а інша символіку військової одиниці. Попри це кольори та розміри хоругов мали довільний характер. Подібні стандарти проіснували до 1768-го — правління Петра Рум'янцева який почав запроваджувати у козацькому війську імперську символіку.

### Військо Запорозьке
Уніфікація знамен Гетьманщини жодним чином не вплинула на прапорництво Війська Запорозького, генеральний стяг — Велика хоругва — як і раніше містив Арх. Михаїла на червоному тлі, прапори куренів та паланок мали переважно малинове забарвлення. Знамено морських походів з зображенням Св. Миколая було білого кольору, окрім нього, після Олешківського періоду, також існувала титулярна червона хоругва імперського походження. Серед курінних знамен переважали червонокольорні з зоображенням св. Юрія.

Прапор Запорозької Січі, червона хорогва Богдана Хмельницького з архангелом Михаїлом.
Прапори козацьких полків, 1651 рік
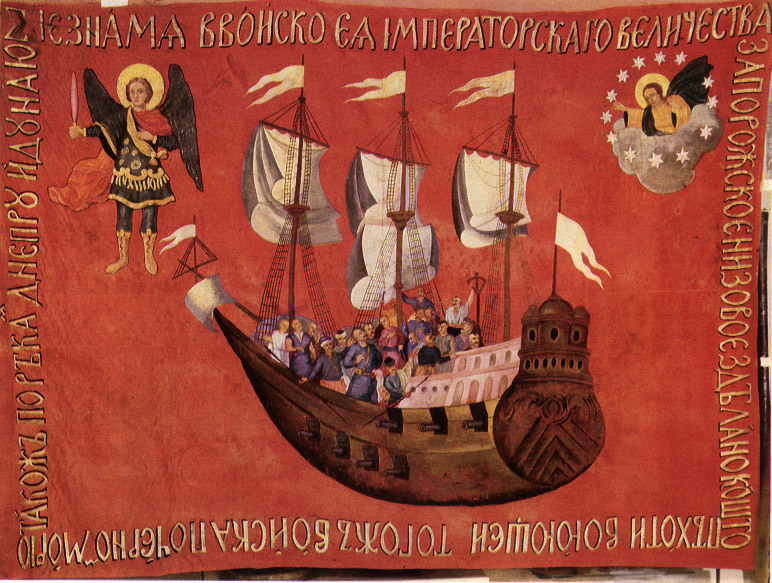
Зворотна сторона козацького морського прапора, що був дарований Січі імператрицею Анною Іоаннівною в 1734 р. На лицевій стороні прапора зображений чорний двоголовий орел з зірками навколо нього.
Теоретичний вигляд прапору низового козацтва за Т. Калинським[7]

### Слобожанщина
Перші козаки-колонізатори Слобожанщини сформували Слобідські полки у прапорництві яких також була значно наявна християнсько-релігійна тематика. Загалом у п'яти полках, разом з сотенними, налічувалося 36 прапорів. Зворотний бік сотенних хоругов містив назву полку та сотні. На відміну від знамен решти українського козацтва слобожанські за лейб-мотив містили зображення Богородиці — заступниці козацтва. З реорганізацією до регулярних гусарських попередню символіку підрозділів було скасовано.

Прапори Слобідських полків
Прапор Харківського козацького полку
Прапор Ізюмського козацького полку за В.Смоленським
Прапор Ізюмського козацького полку за В.В.Івановим
Прапор Сумського козацького полку
Прапор Охтирського козацького полку
Прапор Острогозького козацького полку

### Чорноморське козацтво
У 1792 році, Запорожці переселяються на Кубань, де раніше знаходилося Тмутараканське князівство, утворюючи Чорноморське козацьке військо.

Військове знамено чорноморського козацтва, 1788 рік
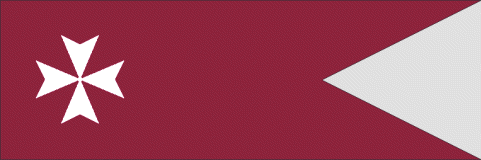
1792-1860
Варіант 1803

## Галерея

Фотографії козацьких стягів
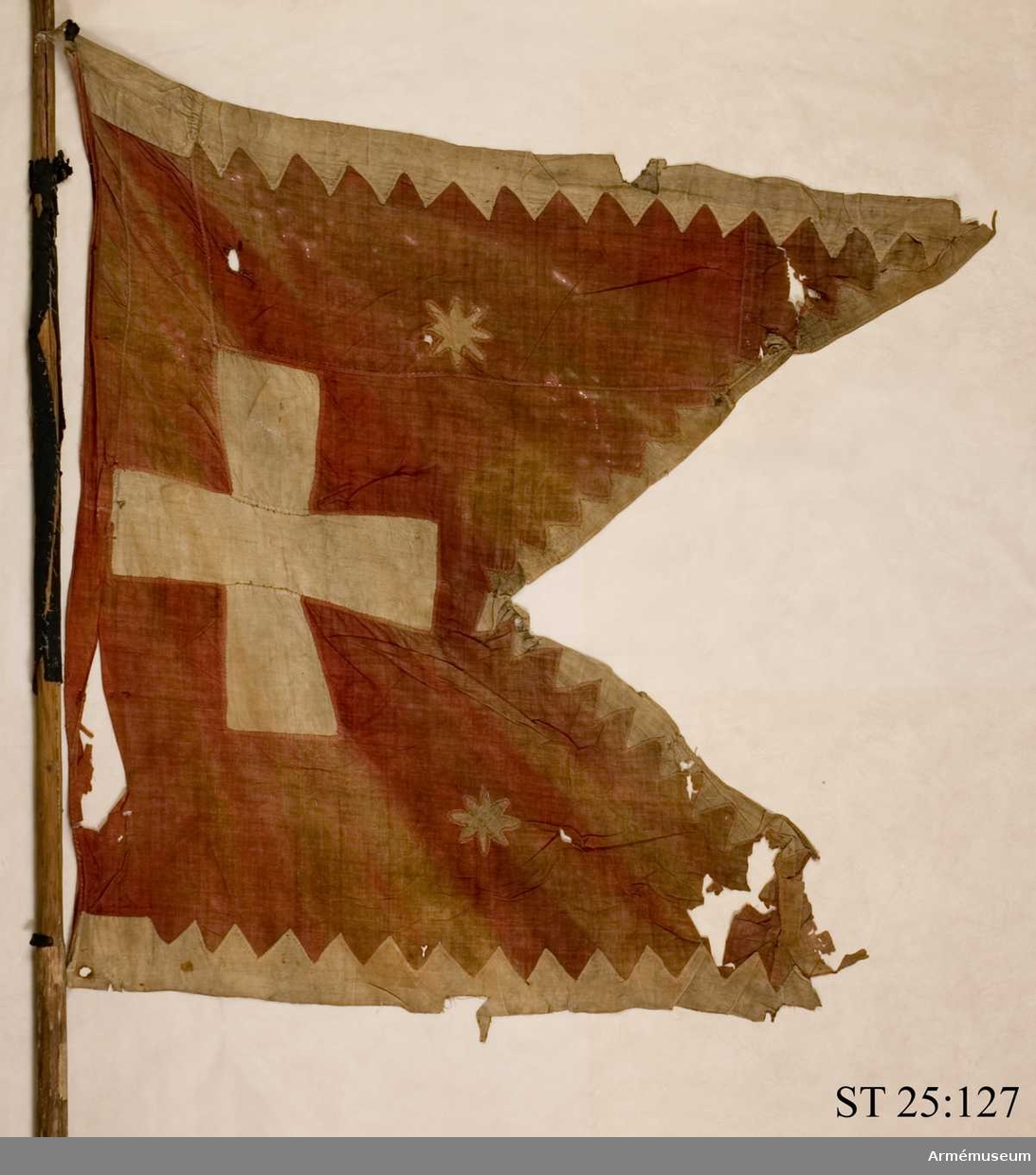
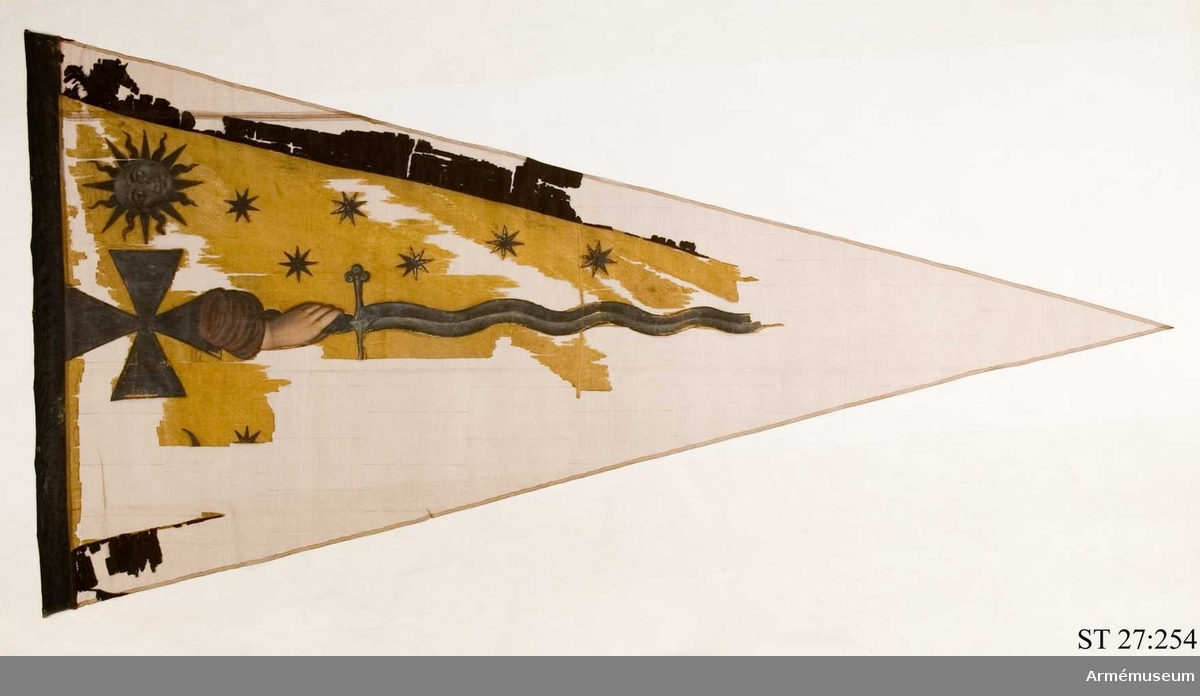
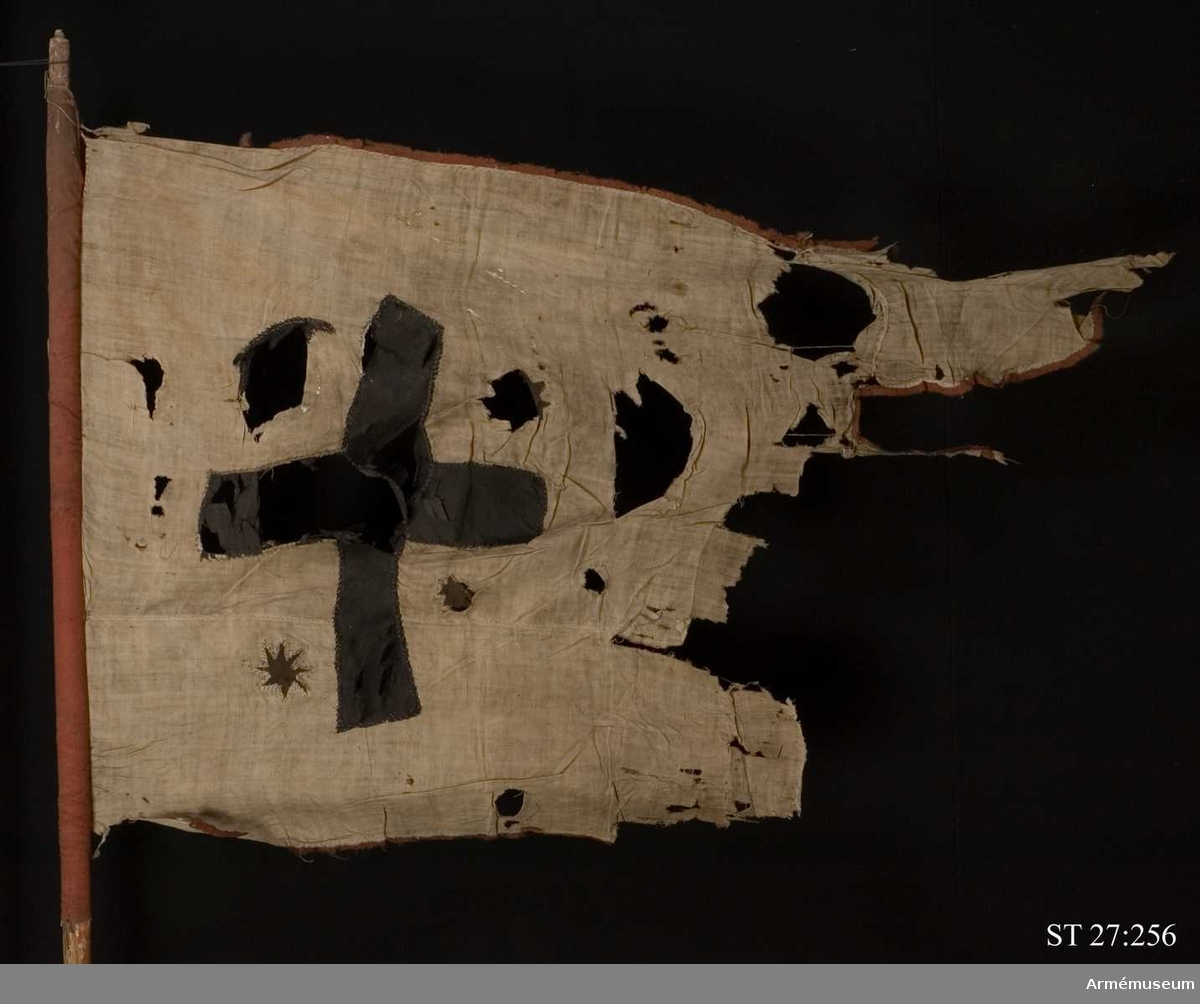
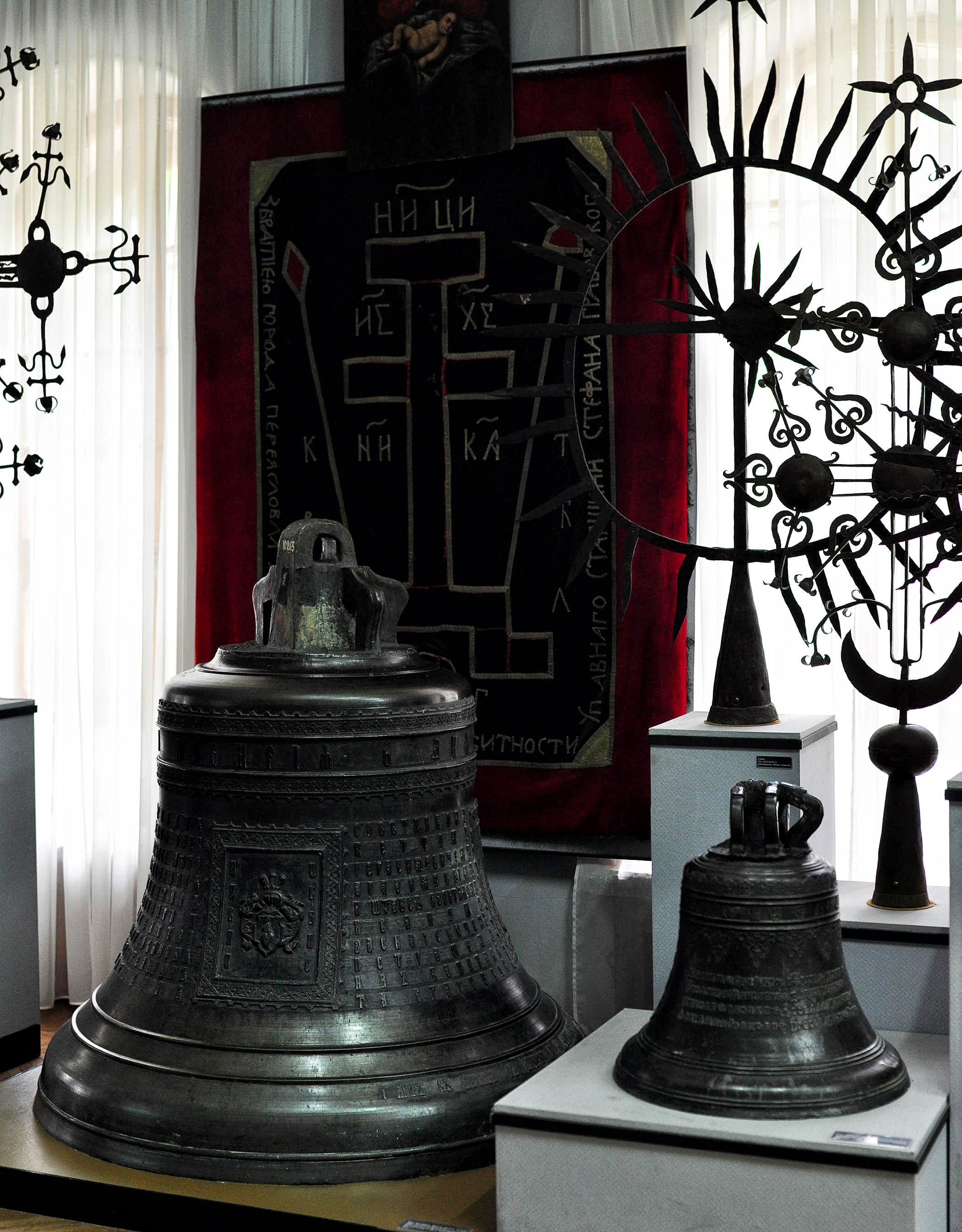
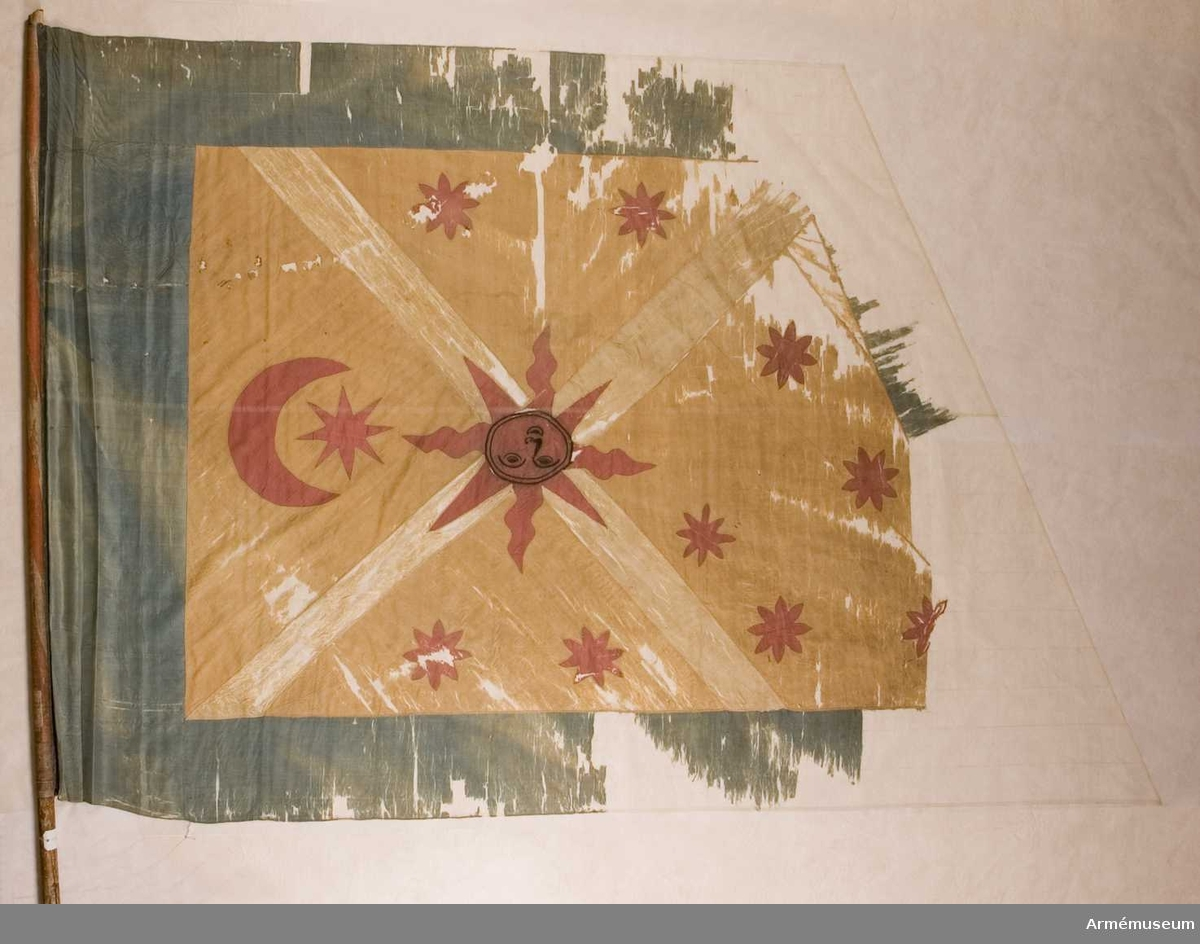
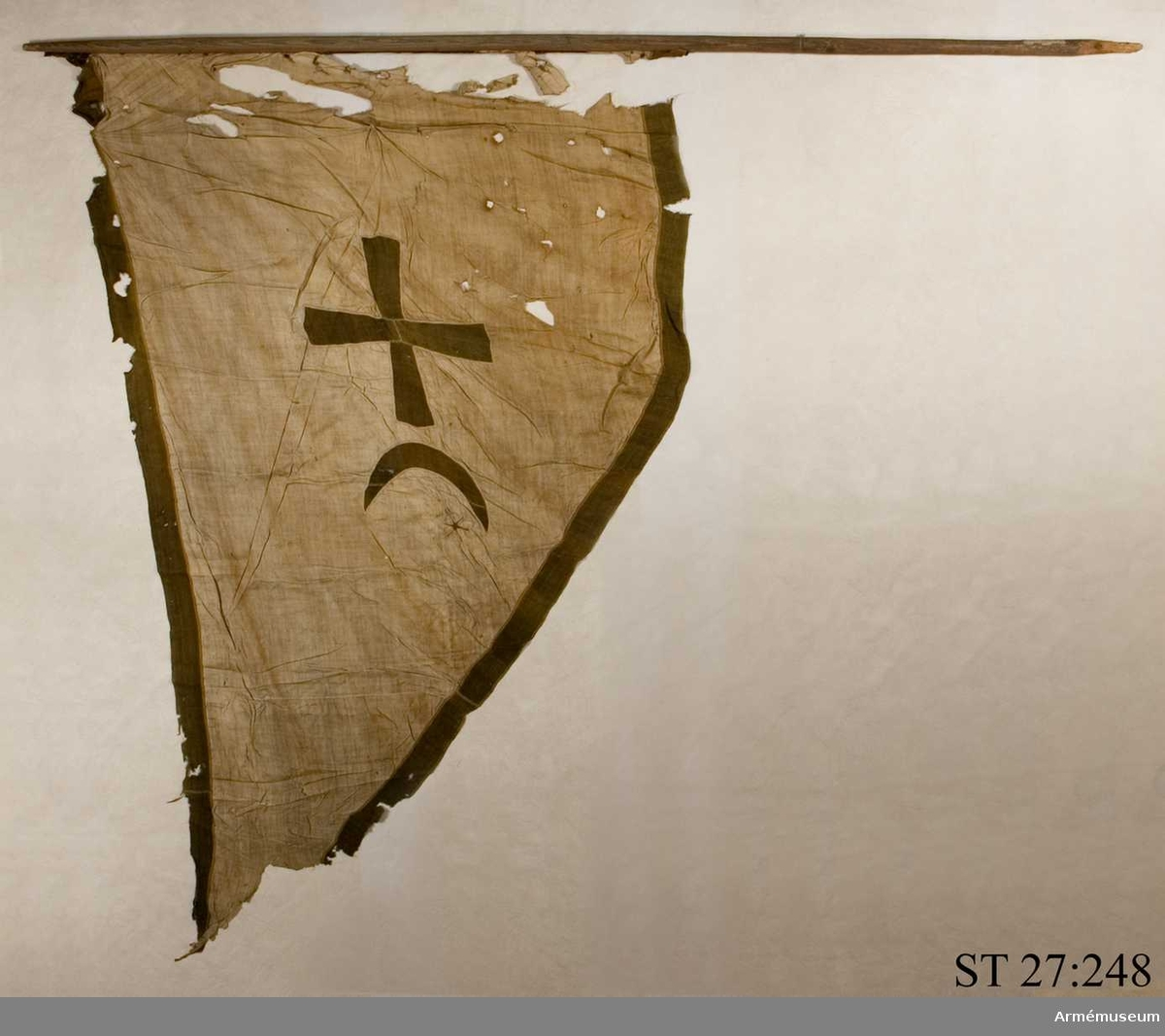